# ثعبانية عمياء
ثعبانية عمياء (الاسم العلمي: Typhlops)، جنس ثعابين من الثعابين العمياء وتنتمي إلى فصيلة ثعبان أعمى. تستوطن جزر الهند الغربية. تم نقل بعض الأنواع التي كانت موجودة سابقًا في جنس الثعبانية العمياء، حيث وزعت على 12 جنسًا.